# Шейх-Саид
Шейх-Саид — небольшой скалистый полуостров в Йемене, недалеко от острова Перим в проливе Баб-эль-Мандеб в Красном море. Площадь полуострова составляет 1620 км². Население в 1929 году оценивалось в 1000 человек.

## История
Впервые у Франции возник интерес к данной территории во времена правления Людовика XV, когда его представитель Маэ де Лабурдонне заключил договор с местным шейхом о переходе данной территории к Франции, от которой, впрочем, она отказалась в 1743 году. В 1798 году Наполеон I во время египетской кампании направил на полуостров посольство, чтобы убедить местных жителей «вернуться» под власть Франции, но оно не увенчалось успехом. В 1860 году турки предприняли попытку завоевать полуостров, но были разбиты отрядами местного шейха Ахмеда Али Табата.
14 октября 1868 года, тем не менее, полуостров был продан тем же самым шейхом частной французской компании под названием Bazin et Rabaud, базировавшейся в Марселе, которая хотела использовать его в качестве перевалочного пункта для экспорта кофе. Цена приобретения полуострова составила 80000 талеров. В 1869 году шейх аннулировал соглашение, поскольку получил только 18000 талеров. Однако договор 7 июля 1870 года в Константинополе подтвердил законность сделки.
Ранее, ещё в 1869 году, военно-морской министр Франции, ведя переговоры с представителями компании Bazin et Rabaud, пояснил, что для того, чтобы данная территория была занята как концессия от имени французского правительства, потребуются гораздо большие деньги, нежели планируемые к вложению. Он отмечал, что едва ли можно создать колонию в бухте, единственным естественным укрытием в которой является принадлежащий англичанам Перим, расположенный всего в 5 или 6 милях от входа в бухту, что сделает колонию полностью открытой и без возможности полноценной защиты. Также им было заявлено, что французское правительство не может гарантировать никакой защиты французским торговцам на этой территории.
24 апреля 1870 года, тем не менее, из Марселя в Шейх-Саид отплыло французское судно под командованием капитана Суше, которое прибыло на место 30 мая. Плавание финансировалось компанией B&R, но морское министерство отправило туда же военный крейсер, запретив, однако, вмешиваться в те события, которые могли произойти после прибытия французов. Так или иначе, в Шейх-Саиде высадились не только гражданские лица, но и морские пехотинцы, приступившие к возведению укреплений; однако через несколько месяцев, в связи с началом Франко-прусской войны, эти работы были заброшены.
В 1871 году в Шейх-Саиде была основана угольная шахта, но полноценной колонии там создано не было, несмотря на активные призывы к правительству со стороны компании B&R и некоторых её союзников во французской прессе к более активному вмешательству в дело её создания. В 1883 году отчаявшиеся марсельские купцы предложили завладеть колонией Испании, что на деле было последней попыткой оказать давление на Париж в деле официального провозглашения Шейх-Саида французской землёй. В итоге военно-морское министерство Франции всё-таки начало долгую дискуссию с правительством о том, будет ли выгодно завладеть этим клочком суши, заменив представителя компании R&B на французского чиновника и не допустив приобретения полуострова Мадридом.
В итоге в 1886 году компания R&B всё-таки передала официально свои права на владения территорией французскому правительству, и Шейх-Саид стал считаться административно входящим в состав Французского берега Сомали. При этом специально оговаривалось, что французское государство не будет принимать активного участия в управлении территорией, а марсельские купцы смогут свободно распоряжаться там своим имуществом. В реальности же к этому времени территорией управляла Османская империя, также не слишком вмешивавшаяся в местные дела. С 1918 года реальная власть перешла к вновь созданному Йеменскому королевству. Франция официально признала суверенитет Йемена за Шейх-Саидом в 1939 году.
В конце 1970 года авторитетный французский энциклопедический словарь Petit Larousse описывал эту территорию как «французскую колонию с 1868 по 1936 год», но на деле Франция никогда не утверждала фактического суверенитета над ней.

## Экономика
Территория испытала кратковременный экономический расцвет после открытия Суэцкого канала в 1869 году. Местная экономика, естественно, не могла обеспечить выпуск золотых и серебряных монет, требовавшегося для нормального обращения валюты, поэтому в 1872—1875 годах французское правительство выпустило в обращение на территории некоторые старые монеты (французские 5-франковые, талеры Марии Терезии, испанские 8 реалов конца XVIII века и бразильские 9 рейсов) с надчеканенной надписью на арабском. Эти монеты имели хождение до 1915 года.